# Solaris Alpino
De Solaris Alpino is een low floor-midibus en low entry-midibus, geproduceerd door de Poolse busfabrikant Solaris. De bus werd voor het eerst gebouwd in 2007 en is gebaseerd op de Solaris Urbino.
De bus is oorspronkelijk ontwikkeld voor de smalle bergwegen in de Alpenlanden. Vandaar de naam Alpino. Maar is ook geschikt om te circuleren in smalle straten in steden. Daarnaast is de Alpino 8,9 LE ook vooral ontwikkeld voor de Scandinavische landen. De eerste ontvanger die tot de ontwikkeling leidde van de Alpino 8,9 LE is het Oostenrijkse bedrijf Ledermair die de bussen gebruikt voor de stad Schwaz.

## Inzet
De bus komt niet voor in Nederland, maar wel in onder andere Duitsland en Polen.
| Land        | Bedrijf               | Serie       | Aantal | Type          | Inzet      | Opmerking                           |
| ----------- | --------------------- | ----------- | ------ | ------------- | ---------- | ----------------------------------- |
| Duitsland   | BSAG                  | 4488, 4489  | 2      | Alpino 8,6    | Bremen     |                                     |
| Duitsland   | Geld Hauser           | ??          | 3      | ??            | Hofolding  |                                     |
| Duitsland   | LVB                   | 24 - 28     | 5      | Alpino 8,6    | Leipzig    | Nummer 24 is 50e Solaris in Leipzig |
| Frankrijk   | Dunois                | ??          | 2      | ??            | Orléans    |                                     |
| Griekenland | E.THE.L               | ??          | 220    | ??            | Athene     |                                     |
| Oostenrijk  | Ledermair             | ??          | 3      | ??            | Schwaz     | De allereerste Alpino 8,9 LE bussen |
| Oostenrijk  | SABtours              | ??          | 2      | ??            | Linz       |                                     |
| Oostenrijk  | Stern & Hafferl       | ??          | 1      | ??            | Gmunden    |                                     |
| Polen       | Mobilis               | ??          | 23     | ??            | Warschau   |                                     |
| Polen       | Necko                 | ??          | 3      | ??            | Augusta    |                                     |
| Slowakije   | DPB                   | 1911 - 1916 | 6      | Alpino 8,6    | Bratislava |                                     |
| Spanje      | Transports Municipals | ??          | 1      | ??            | Girona     |                                     |
| Zwitserland | PostAuto Schweiz      | ??          | 5      | Alpino 8,6    | ??         |                                     |
| Zwitserland | PostAuto Schweiz      | ??          | >1     | Alpino 8,9 LE | ??         |                                     |

- Volgens Solaris valt de Solaris Alpino onder de Solaris Urbino familie, echter draagt het model wel de naam Alpino.
- In 2011 werd de Solaris Urbino 8,9 Electric gepresenteerd. Deze bus is gebaseerd op de Alpino 8,9 LE.